# Gäddtjärnen (Älvsby socken, Norrbotten, 730433-174230)
Gäddtjärnen är en sjö i Älvsbyns kommun i Norrbotten och ingår i Alterälvens huvudavrinningsområde. Sjöns area är 0,04 kvadratkilometer och den är belägen 95 meter över havet.